# Angelo da Porta Sole
Angelo da Porta Sole, in latino Angelus Portasolis Perusinus (Perugia, circa 1280 – Istia d'Ombrone, 11 maggio 1334) è stato un vescovo cattolico e predicatore italiano.
Fu principalmente noto per la sua attività di predicatore e le sue abilità oratorie e omiletiche, e la sua fama continuò anche dopo la morte, in quanto è ricordato in svariate cronache a carattere religioso. La raccolta dei suoi sermoni, dal titolo De tempore, de sanctis e de mortuis, è conservata presso la Biblioteca nazionale di Firenze.

## Biografia
Nacque intorno al 1280 a Perugia, nel rione di Porta Sole, ed entrò nell'Ordine dei frati predicatori, comunemente detti domenicani, in età giovanissima.
Studiò a Siena, a Gubbio, a Prato e a Perugia, approfondendo la teologia e la filosofia. Fu predicatore generale di Anagni nel 1317 e di Pisa nel 1320; priore a Città di Castello, a Perugia e a Pisa.
Il papa Giovanni XXII lo nominò prima penitenziere apostolico a Roma, dopodiché lo nominò vescovo di Sulci il 24 aprile 1325, ma l'ecclesiastico tuttavia non visitò mai la sua diocesi. Nel 1330 fu quindi nominato vescovo di Grosseto: si trattò del primo vescovo ad essere nominato direttamente dal papa, anziché scelto dal capitolo, in seguito alla decisione del papa di abolire le elezioni dei capitoli. A Grosseto il vescovo si ritrovò in una città segnata dalle continue lotte con Siena e le relazioni con la comunità grossetana furono particolarmente tese. I senesi tentarono di sottomettere più volte Grosseto, dove signoreggiava un "tiranno" alleato di Pisa, Vanni detto Malia, figlio di Bino degli Abati del Malia, che tentava di mantenere l'indipendenza grossetana. In questo clima belligerante, il vescovo preferì ritirarsi nel castello di Istia d'Ombrone, dove morì nel maggio 1334.